# Thomas Francis Kennedy
Thomas Francis Kennedy, född den 11 november 1788 i närheten av Ayr, död den 1 april 1879, var en skotsk politiker.
Kennedy blev 1811 sakförare och 1818 parlamentsledamot, varefter han ägnade större delen av sitt liv åt energisk reformverksamhet i sitt fädernesland. Så arbetade han för en förbättrad folkundervisning och fattigvård, och den skotska reformbillen av 1832 är till största delen ett verk av honom och hans vän lord Cockburn. Sedan whigpartiet 1832 fått makten i sina händer, blev Kennedy "yngre lord av skattkammaren" och arbetade särskilt för liberala reformers genomförande i Skottland. År 1834 lämnade han underhuset, innehade 1837–1850 ett irländskt ämbete och var därpå skogskommissarie till 1854, då han drog sig tillbaka från det offentliga livet.